# Харт, Кори
Ко́ри Ми́тчелл Харт (англ. Corey Mitchell Hart; 31 мая 1962 года, Монреаль, Квебек, Канада) — канадский музыкант.

## Жизнь и карьера
Канадский певец Кори Харт родился в Монреале, провинция Квебек. Все своё детство Кори провел в разъездах. Его отец был крупным риэлтором, поэтому семья часто переезжала то в Мексику, то в Испанию, пока не остановилась во Флориде. Родители развелись, когда Кори было десять лет, и он воспитывался матерью.
Ещё в 13 лет Харт принял участие в записи альбома Тома Джонса. В возрасте 19 лет записал демопесни с участием Билли Джоэла и Эрика Клаптона, а затем в возрасте 20 лет начал сольную карьеру.
Первый альбом «First Offence» Кори Харт записал в Манчестере, Англия, в 1982 году. Когда он вышел в 1983, композиции «Sunglasses at Night» и «It Ain’t Enough» вошли в двадцатку чарта Billboard Hot 100. Альбом стал платиновым в Канаде и США.
В 1985 году вышел второй альбом «Boy In The Box», который сделал Кори Харта мировой знаменитостью. Только в одной Канаде было продано более миллиона копий. Первый сингл альбома «Never Surrender» получил награду Juno Award как «Сингл года», а Кори был номинирован на «Grammy». В этом же году он выступил на благотворительном концерте Tears Are Not Enough, который был организован с целью помочь голодающим жителям Эфиопии.
В 1986 году был выпущен альбом «Fields Of Fire», который оказался намного хуже «Boy In The Box». Харт отправился в турне, после которого решил сделать перерыв в концертной деятельности. Только в 1987 году он впервые появился на экране, приняв участие в одном из шоу на телеканале CBS.
Однако перерыв сыграл скорее отрицательную роль для карьеры Харта, нежели положительную. В 1988 году вышел альбом «Young Man Running», который также не имел особого успеха. Однако, несмотря на спад коммерческого успеха в США, Кори Харт оставался популярным в своей родной стране в 1990-е: 26 его песен попадали в лучшую 30-ку в Канаде.
В 2002 году Харт выпустил ремикс сингла «Sunglasses at Night», который стал хитом в международных чартах танцевальной музыки.
В настоящее время Кори Харт живёт на Багамах вместе со своей женой, канадской певицей Джули Масс. У них четверо детей. Кори пишет песни для своей жены и других артистов, включая Селин Дион.

## Дискография

### Альбомы
| Год  | Альбом            | CAN | U.S. | CRIA                       | RIAA              |
| ---- | ----------------- | --- | ---- | -------------------------- | ----------------- |
| 1984 | First Offense     | 6   | 31   | 3× Платиновый (300,000)    | Золотой (500,000) |
| 1985 | Boy in the Box    | 1   | 20   | Бриллиантовый (1,000,000+) | Платиновый        |
| 1986 | Fields of Fire    | 5   | 63   | 2× Платиновый (200,000)    | Золотой           |
| 1988 | Young Man Running | 12  | 121  | Платиновый (100,000)       |                   |
| 1990 | Bang!             | 24  | 134  |                            |                   |
| 1991 | Singles           | 54  | —    |                            |                   |
| 1992 | Attitude & Virtue | 41  | —    |                            |                   |
| 1996 | Corey Hart        | 38  | —    | Платиновый                 |                   |
| 1998 | Jade              | 46  | —    |                            |                   |

### Синглы
| Год  | Сингл                        | CAN       | U.S. | Альбом                |
| ---- | ---------------------------- | --------- | ---- | --------------------- |
| 1984 | «Sunglasses at Night»        | 8         | 7    | First Offense         |
| 1984 | «She Got the Radio»          | 23        | —    | First Offense         |
| 1984 | «It Ain’t Enough»            | 8         | 17   | First Offense         |
| 1985 | «Lamp at Midnite»            | 27        | —    | First Offense         |
| 1985 | «Never Surrender»            | 1 (9 wks) | 3    | Boy in the Box        |
| 1985 | «Boy in the Box»             | 4         | 26   | Boy in the Box        |
| 1985 | «Everything in My Heart»     | 1 (1 wk)  | 30   | Boy in the Box        |
| 1986 | «Eurasian Eyes»              | 19        | —    | Boy in the Box        |
| 1986 | «I Am By Your Side»          | 6         | 18   | Fields of Fire        |
| 1986 | «Can’t Help Falling in Love» | 1 (1 wk)  | 24   | Fields of Fire        |
| 1986 | «Angry Young Man»            | 29        | —    | Fields of Fire        |
| 1987 | «Dancin' With My Mirror»     | 16        | 88   | Fields of Fire        |
| 1987 | «Take My Heart»              | 23        | —    | Fields of Fire        |
| 1987 | «Too Good 2 Be Enough»       | 18        | —    | Не вошёл в альбомы    |
| 1988 | «In Your Soul»               | 2         | 38   | Young Man Running     |
| 1989 | «Spot You in a Coalmine»     | 29        | —    | Young Man Running     |
| 1989 | «Truth Will Set You Free»    | 39        | —    | Young Man Running     |
| 1989 | «Still in Love»              | —         | —    | Young Man Running     |
| 1990 | «A Little Love»              | 9         | 37   | Bang!                 |
| 1990 | «Bang! (Starting Over)»      | 30        | —    | Bang!                 |
| 1990 | «Rain on Me»                 | —         | —    | Bang!                 |
| 1992 | «92 Days of Rain»            | 26        | —    | Attitude & Virtue     |
| 1992 | «Baby When I Call Your Name» | 14        | —    | Attitude & Virtue     |
| 1992 | «Always»                     | 30        | —    | Attitude & Virtue     |
| 1993 | «I Want (Cool Cool Love)»    | 24        | —    | Attitude & Virtue     |
| 1994 | «Hymn to Love»               | —         | —    | Tribute to Edith Piaf |
| 1996 | «Black Cloud Rain»           | 27        | —    | Corey Hart            |
| 1996 | «Tell Me»                    | 14        | —    | Corey Hart            |
| 1996 | «Third of June»              | 17        | —    | Corey Hart            |
| 1996 | «Someone»                    | 36        | —    | Corey Hart            |
| 1998 | «So Visible (Easy to Miss)»  | 22        | —    | Jade                  |
| 1998 | «Break the Chain»            | 38        | —    | Jade                  |
| 1998 | «La-Bas» (with Julie Masse)  | —         | —    | Jade                  |
| 2002 | «Sunglasses at Night 2002»   | —         | —    | Не вошёл в альбомы    |

## Интересные факты
Можно отметить, что один из первых синглов Кори Харта «Sunglasses at Night» вошёл в саундтрек к игре Grand Theft Auto: Vice City 2002 года как одна из композиций радиостанции Wave 103.
Также, трек «Sunglasses at Night» играет в 12 серии 1 сезона сериала «Части тела» и в фильме канадского режиссёра Ксавье Долана «Том на ферме». Также песня играет в сериале "Очень странные дела" и в сериале «Человек Будущего», в котором Кори Харт ещё и появляется в роли камео.